# Marabou

Logo der Marke Marabou

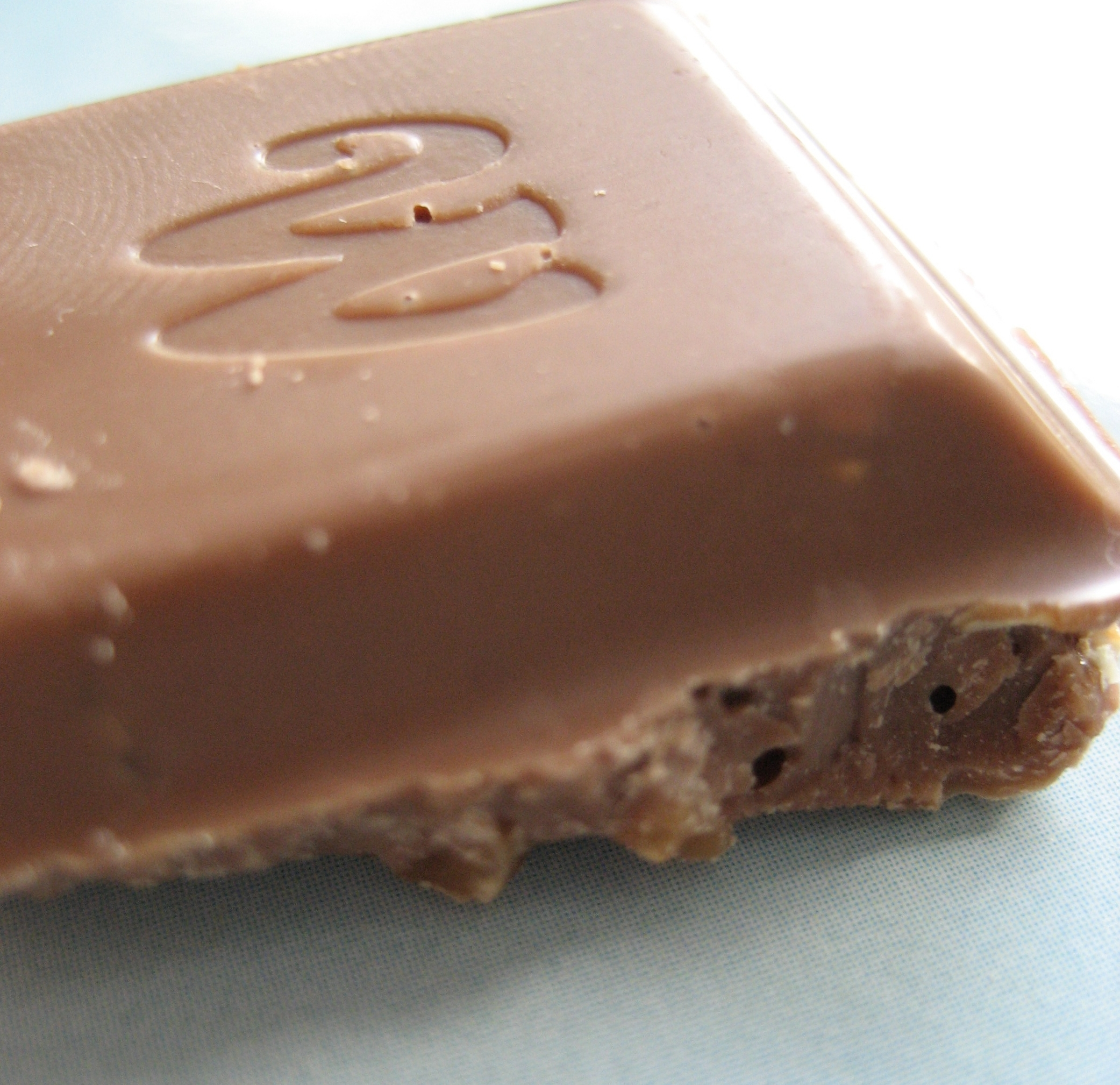
Marabou-Schokolade

Marabou ist der schwedische Markenname für Schokoladenprodukte des internationalen Nahrungsmittelskonzerns Mondelēz International.

## Geschichte
1916 entstand die Marabou AB durch die Initiative des Norwegers Johan Throne-Holst, der zuvor den norwegischen Schokoladenhersteller Freia gegründet hatte. Die Produktion begann 1919 in einer Fabrik im schwedischen Sundbyberg. Zwischen 1941 und 1962 hatte die Marabou AB Findus im Besitz.
1990 wurde Marabou von Freia aufgekauft und gründete sich als Freia-Marabou neu. Norsk Hydro, Procordia Foods und Paulig waren einige der Hauptinhaber. 1993 kaufte Kraft General Foods (seit 2012: Mondelēz International) das Unternehmen für drei Milliarden norwegische Kronen. Die beiden Markennamen Marabou und Freia bestehen fort.
In Deutschland sind Produkte unter dem Namen Marabou seit 1982 erhältlich.
Die Produktion erfolgt in Upplands Väsby bei Stockholm.

## Sorten
Die Marke Marabou ist heutzutage am meisten bekannt für ihre Milchschokolade, die es in einer Vielzahl von Geschmacksrichtungen gibt, u. a. als Mjölkchoklad (Milchschokolade), Mörk Choklad (Dunkle Schokolade), Vit Choklad (Weiße Schokolade), Gräddnougat (Sahne-Nougat), Schweizernöt (Schweizer Nuss), Helnöt (Ganze Nuss), Frukt & Mandel (Frucht & Mandel), Apelsinkrokant (Apfelsine-Krokant), Mintkrokant (Minze-Krokant), Havssalt (Meersalz), Saltlakrits (Salzlakritz), Digestive,  Daim, Dukat, Crisp, Cocos und Oreo.
Andere in Skandinavien bekannte Süßwaren, die den Markennamen Marabou tragen, sind Aladdin, Paradis, Dubbelnougat, BelVita und Co-co. Zuvor gehörten auch Daim und Japp zu Marabou.

## Marketing
Marabous Reklameslogan Mmm…Marabou wurde in einem Werbefilm 1956 eingeführt, bei dem die schwedischen Schauspieler Sture Lagerwall und Yvonne Lombard mitgewirkt haben. Dieser Slogan wird auch heute eingesetzt, zwischenzeitlich gab es aber auch andere Slogans, u. a. Smaken man aldrig glömmer (‚Der Geschmack, den man nie vergisst‘, 1980er-Jahre), Små goda ögonblick (‚Kleine leckere Augenblicke‘, 2002), Smaken man vill tillbaka till (‚Der Geschmack, zu dem man zurück will‘, 2004 bis 2005) und Hur många rutor gör dig glad? (‚Wie viele Stücke machen dich fröhlich?‘). Marketing wurde vorwiegend für die Milchschokolade betrieben.

## Kontroverse bezüglich Nachhaltigkeit
Im Jahr 2013 wurde in der schwedischen Presse über Marabous Verwendung von Palmöl berichtet, die sich laut Greenpeace negativ für Tiere und Menschen in den weltweiten Regenwäldern auswirkt. Laut der Marabou-Website (im Jahr 2020) enthält Marabou-Milchschokolade (Mjölkchoklad) kein Palmöl, einige andere Produkte des Unternehmens allerdings schon. Nach eigenen Angaben deckt das Unternehmen seinen Palmölbedarf seit 2013 durch ein RSPO-zertifiziertes System.